# Milesimov
Milesimov je malá vesnice, část obce Všeradov v okrese Chrudim. Nachází se na východním okraji Všeradova. V roce 2009 zde bylo evidováno 23 adres. V roce 2001 zde trvale žilo 22 obyvatel.
Milesimov leží v katastrálním území Všeradov o výměře 5,09 km2.

## Historie
První písemná zmínka o vsi pochází z roku 1730.

## Pamětihodnosti
U vesnice na samotě je Králova pila a mlýn, kulturní památka České republiky.

## Další fotografie

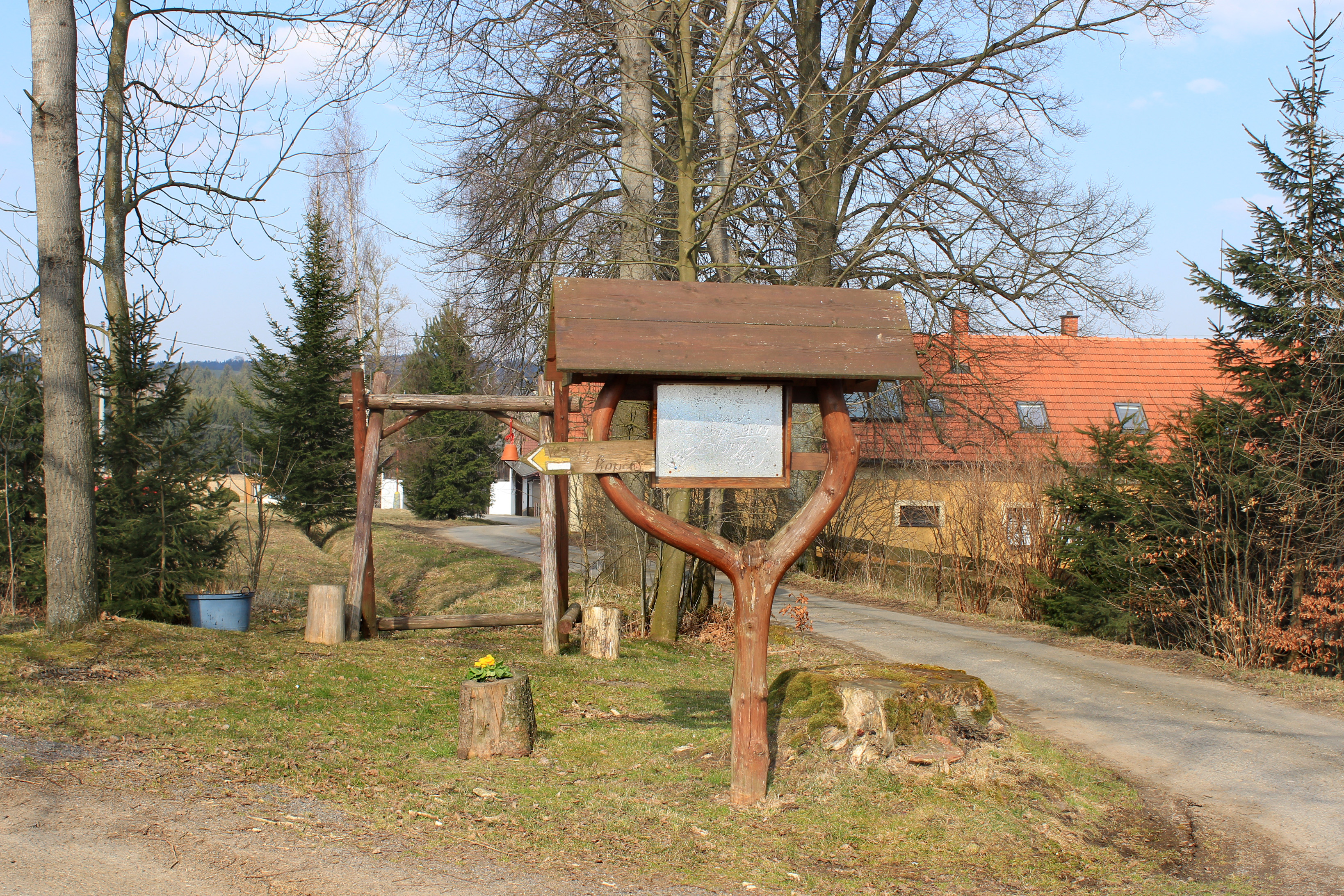
Rozcestí
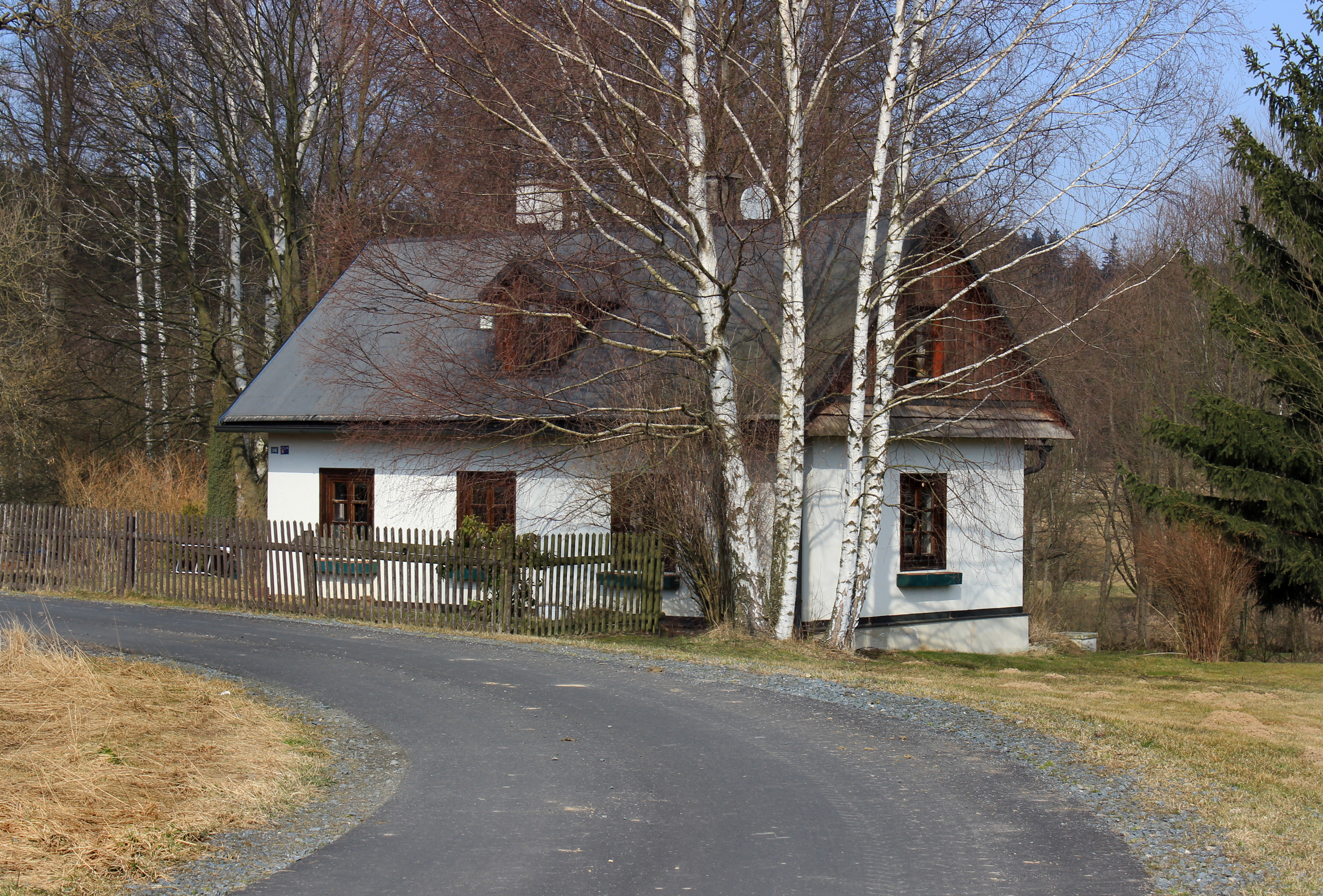
Chalupa u Králova Pily
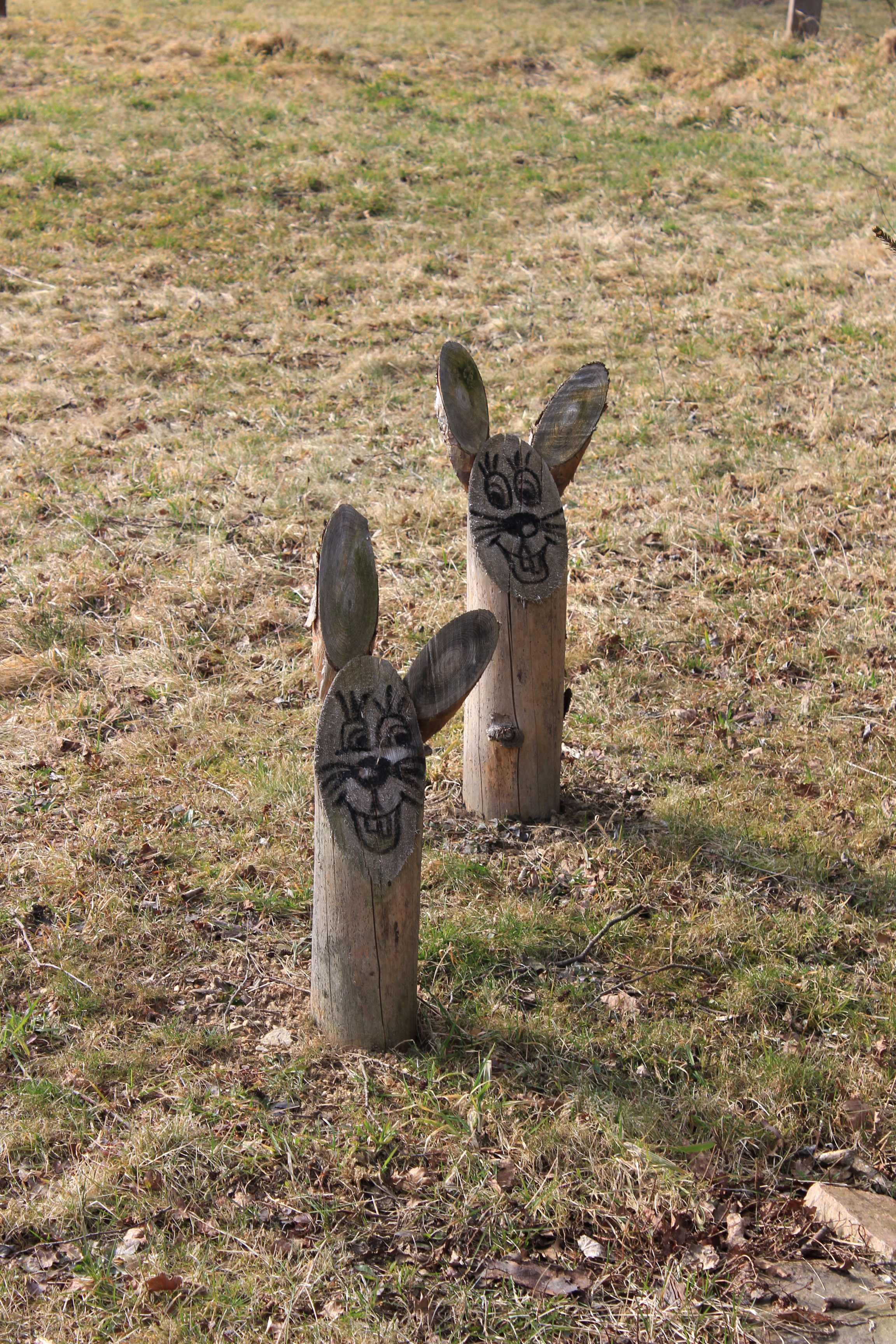
Zajíci na louce